# Parafia wojskowa Matki Bożej Częstochowskiej w Chełmnie
Parafia wojskowa pw. Matki Bożej Częstochowskiej w Chełmnie – znajduje się w Dekanacie Inspektoratu Wsparcia Sił Zbrojnych Ordynariatu Polowego Wojska Polskiego. Do 2012 roku należała do Pomorskiego Dekanatu Wojskowego. Jej proboszczem jest ks. ppłk Piotr Wszelaki. Erygowana 21 stycznia 1993. Mieści się przy ulicy 3 Maja